# Łąki Bieżyńskie
Łąki Bieżyńskie (ros. Бежин луг, Bieżyn ług) – radziecki film krótkometrażowy z 1937 roku.
Jest to pierwszy film dźwiękowy zrealizowany przez Siergieja Eisensteina. Film nie spodobał się władzy, dlatego też przerwano jego realizację. Oryginalne materiały zaginęły. Trzydzieści lat później zrekonstruowano odnalezione fragmenty ze ścinków montażowych znalezionych w domu reżysera.

## Fabuła
Akcja rozgrywa się w pobliżu Łąk Bieżyńskich. Pionier Stiepok, syn rolnika pracującego w kołchozie zostaje zamordowany przez własnego ojca. Chłopak chciał przeszkodzić ojcu, wrogowi kolektywizacji, spalić pola należące do kołchozu, by wyrządzić szkodę spółdzielczej społeczności.
Scenariusz opiera się na słynnej niegdyś historii Pawlika Morozowa, pioniera, który doniósł NKWD na własnych rodziców, a później został zamordowany.

## Obsada
- Wiktor Kartaszow jako Stiepok
- Boris Zachawa jako ojciec Stiepoka
- Jelizawieta Tieleszowa jako przewodnicząca kołchozu
- Nikołaj Chmielow jako wieśniak
- Piotr Arżanow jako komisarz polityczny
- Nikołaj Masłow jako podpalacz
- Jakow Zajcew jako kułak z bródką
- Stanisław Rostocki jako chłopiec